# Скунс
Скунс (Mephitis) — рід ссавців родини Скунсові (Mephitidae) ряду хижих.

## Етимологія
лат. mephit — «неприємний запах». Слово "скунс" походить з мови індіанських Абенакі.

## Родинні стосунки
Скунс — один з трьох родів родини Скунсових (Mephitidae). Разом з ним до цього роду входять також Conepatus Gray, 1837 ("свинорилі скунси"), Mydaus та Spilogale Gray, 1865 ("плямисті скунси").

## Види
У складі роду — два сучасні види:
- Mephitis macroura Lichtenstein, 1832 — скунс довгохвостий
- Mephitis mephitis (Schreber, 1776) — скунс смугастий